# Stanisław Bystrzycki
Stanisław Bystrzycki herbu Bończa – szambelan Stanisława Augusta Poniatowskiego w 1786 roku, wojski większy warszawski w 1788 roku, wojski mniejszy warszawski w 1780 roku, skarbnik warszawski w 1780 roku, komisarz cywilno-wojskowy ziemi warszawskiej, konsyliarz konfederacji targowickiej ziemi warszawskiej.